# Płotyna (rejon starobielski)
Płotyna (ukr. Плотина) – wieś na Ukrainie, w obwodzie ługańskim, w rejonie starobielskim, w hromadzie Nowopskow. W 2001 liczyła 2024 mieszkańców, spośród których 1941 wskazało jako ojczysty język ukraiński, 78 rosyjski, 2 białoruski, a 1 inny.
W 2024 roku zmieniono nazwę miejscowości z Noworozsosz na Płotyna.